# Лоп Нур
Лоп Нур  је бивше слано језеро које се налази на југоистоку кинеске области Синкјанг у оквиру Таримске котлине, источно од пустуње Такла Макан.
Данас је то сува површина покривена сланом кором и понегде пустињском вегетацијом. Бивше језеро је 50-их година XX. века заузимало површину око 2.000 км², али река Тарим, главна притока језера, прекинута је у средишњем току да би се њене воде искористиле за наводњавање земљишта, што је довело до исушивања језера. Према испитивању која су спровели Кинески научници 1980/81 године, језеро (променљиве величине) постоји на овом подручју око 20.000 година, мада је клима варирала између сушне и екстремно сушне. После исушивања језера, под утицајем ветра дошло је до ерозије тла и стварање јарданга који заузимају око 3.100 км². Подручје језера је ненастањено од 1920. године, када су Ујгури услед епидемије куге напустили ову област. Између 1964. и 1996. године овде се налазио полигон за Кинеске подземне и атмосферске нуклеарне пробе.

## Галерија
|  | Лоп Нур Лоп Нур на мапи Кине |